# Simón Bolívar (pel·lícula)
Simón Bolívar és una pel·lícula dramàtica espanyola de 1969 dirigida per Alessandro Blasetti. Va ser estrenada al 6è Festival Internacional de Cinema de Moscou.

## Sinopsi
Aprofitant l'ocupació napoleònica d'Espanya, Simón Bolivar comença a utilitzar el seu carisma per aplegar un gran exèrcit per tal de derrotar les tropes reialistes. Però després de derrotar-les haurà d'enfrontar-se a la nova classe política que s'oposa al seu somni d'una Amèrica Espanyola unida. És encarregat pel Congrés Panamericà d'assolir aquesta fita, però en el fons esperen que fracassi i això el faci perdre la popularitat. És enviat al Perú, on les seves tropes obtenen una gran victòria.

## Repartiment
- Maximilian Schell com Simón Bolívar.
- Rosanna Schiaffino com Consuelo Hernández.
- Francisco Rabal com José Antonio Del Llano.
- Barta Barri
- Elisa Cegani com Conchita Díaz Moreno.
- Ángel del Pozo
- Luis Dávila com Carlos.
- Manuel Gil
- Sancho Gracia
- Tomás Henríquez com Negro Primero.
- Julio Peña como senyor hernandez.
- Conrado San Martín com gen. José Antonio Paez
- Fernando Sancho com Fernando Gonzales.

## Reconeixements

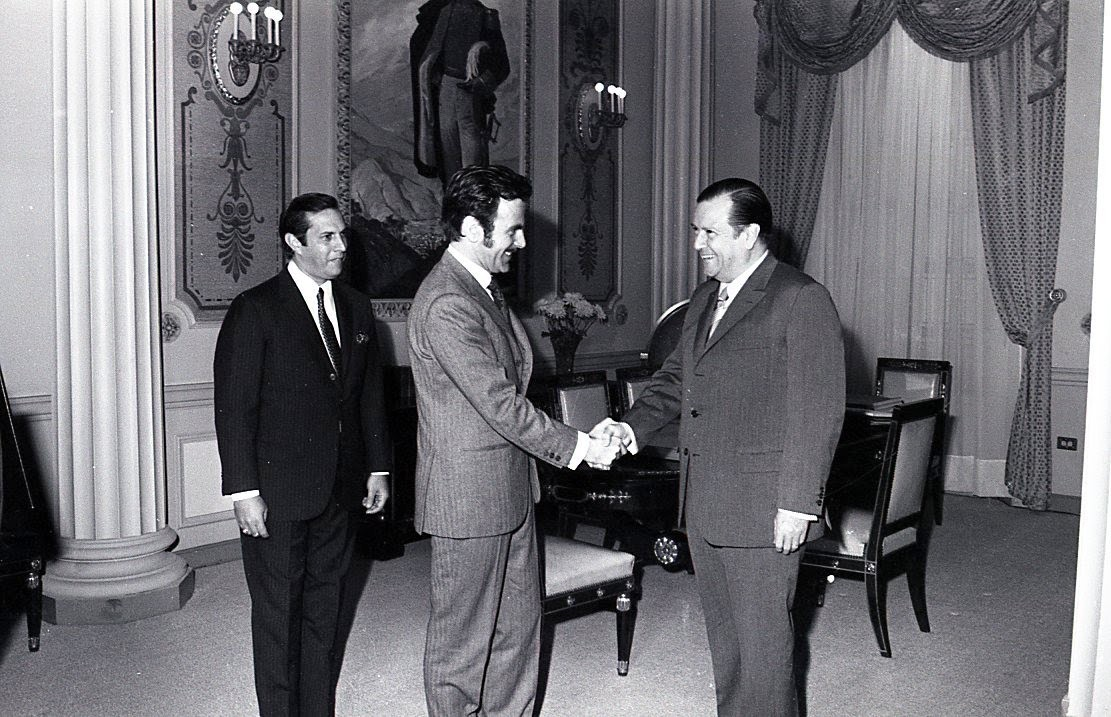
L'actor Maximilian Schell durant una visita al president de Veneçuela, Rafael Caldera, al Palau de Miraflores, 4 de desembre de 1969.

6è Festival Internacional de Cinema de Moscou de 1969
| Categoria      | Resultat |
| -------------- | -------- |
| Secció oficial | Inclosa  |

Premis del Sindicat Nacional de l'Espectacle de 1969
| Categoria      | Resultat  |
| -------------- | --------- |
| Premi especial | Guanyador |